# おとぎ話 (メトネル)

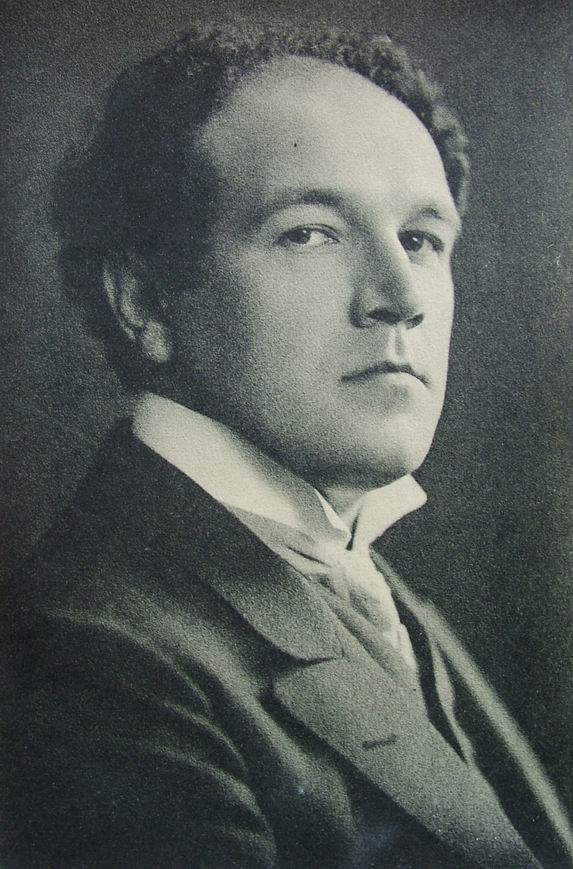
メトネル、1910年頃。

『おとぎ話』（ロシア語: Сказка）は、ニコライ・メトネルが作曲したピアノ曲。
ロシアで古くから人気を博した「おとぎ話」には多種多様な種類があり、これを用いて音楽作品を書いた先人に倣ってメトネルはピアノの小品を生み出した。彼の用いた題材はロシアの民話を超えて更なる広がりを示している。
1904年の第1作以降30年近くにわたって書き続けられ、彼の生涯に合計で38曲が生み出された。

## 概要

### 創作の背景
メトネルは1880年にモスクワに生まれた。一家はドイツにルーツを有していたが、彼自身は自らをまったくのロシア人であると考えていたという。母はピアノを得意をしており息子にこの楽器の手ほどき施し、実業家の父はドイツ文学、ロシア文学の愛好家であった。音楽、文芸評論家となった兄のエミーリイは、ワーグナーの音楽、ドイツ文学、そしてロシアの象徴主義の詩人らに傾倒した。こうした家庭環境の与える影響下で、メトネルは成長していった。
モスクワ音楽院に入学したメトネルはパーヴェル・パプストやワシーリー・サフォーノフの下でピアノの研鑽を積み、卒業時にはピアノの金メダルを獲得するなど優れた奏者として認められるが、特定のヴィルトゥオーソ作品ばかりを演奏することを単調さを感じて作曲に熱意を傾けるようになる。満足な作品が書けるようになってからの彼は、人前では専ら自作を演奏していたという。
音楽院ではセルゲイ・タネーエフによる対位法の講義を受けたが、その厳格さが肌に合わず受講を取りやめている。タネーエフの側ではメトネルの才能を認めてその判断を尊重した。「ソナタ形式と共に生まれてきた」という形容は、タネーエフがメトネルに対して行ったものである。その後にアントン・アレンスキーによるアナリーゼの講座に出席するなどしたが、多分に独学で作曲スタイルを確立することになったメトネルは上記の両名の影響を示していない。その彼の作曲の才能を高く評価したのが、生涯にわたって親交があったセルゲイ・ラフマニノフである。ラフマニノフはメトネルを「現代最高の作曲家」と評し、賛辞を惜しまなかった。

### 『おとぎ話』というジャンル
ロシア語の「Skaska」には英語で「fairy tale」という訳があてられることが多いが、両者の意味するところには乖離があり、単に「tale」とした方が真の意味に近い。「おとぎ話」は民俗芸能などの芸術の伝統と少なからぬ繋がりがあり、その影響は哲学の分野にまで及ぶ。中世ロシアから口伝により受け継がれた物語であった「おとぎ話」は18世紀頃になると筆記され、文学の一分野となった。アレクサンドル・アファナーシェフはこうした「おとぎ話」収集の草分け的存在であり、アレクサンドル・プーシキンなどの国民的詩人も自作の物語を残している。日常生活、動物、魔法、宗教と多岐にわたる話で彩られる「おとぎ話」はロシアでは広く人々に愛されており、その数は1000を超えるとされる。
ロシアの音楽界ではメトネル以前にグリンカ、リムスキー＝コルサコフの管弦楽曲、タネーエフの組曲などに『おとぎ話』の先例がある。メトネルはリムスキー＝コルサコフの作品を知っていたのではないかと考えられる。

### メトネルの『おとぎ話』
『おとぎ話』はメトネルの創作の中でも特筆すべきもののひとつである。彼は約30年にわたり計38曲の『おとぎ話』を作曲しており、これはメトネル作品の中で大きな位置を占めている。各曲の長さは演奏時間1分半ほどのものから8分を要するものまで様々である。メトネルの『おとぎ話』はピアノのための性格的小品であり、チャイコフスキーの『四季』やムソルグスキーの『展覧会の絵』のような、19世紀終盤から活発になった小規模で多彩なピアノ作品の系譜に連なるものといえる。ゲンリヒ・ネイガウスは次のように評した。
メトネルが好んだピアノのジャンルにあったのがおとぎ話 - 小さな音楽物語である。このジャンルはシューマンのノヴェレッテやブラームスの間奏曲集に近いものの、明示されない場合にも物語的、私的な筋書きを有しているが故に非常に新しく、独創的である。
メトネルが最初に『おとぎ話』と題した作品を発表したのは1904年のことである。この時、彼は「Skaska」ではなくドイツ語で「Märchen」と名付けており、背景にドイツ文学の影響があることが窺われる。メトネルは作品48と51の出版時に英語での「fairytale」という表記を是認しているが、本人は「tale」とすることを好むと明らかにしていた。「tale」の何たるかについて、ボリス・アサフィエフは「あるのは個人的な経験、ある男の内なる人生の対立に関する話である」と述べている。
メトネルの『おとぎ話』は標題音楽に属するものであるが、テーマの明らかにされていない作品もある。また、楽曲が物語の筋書きをなぞるのではなく、曲に標題や題辞が掲げられているに過ぎない。約21作品にそうした内容の示唆がなされており、題材はロシア民話の他にもプーシキン、シェイクスピア、聖書に及ぶ多様さをみせている。メトネルの語法が有するテクスチャの美しさや繊細さは、こうした小品の中で一層の輝きを放っているのである。
メトネルのピアノ独奏曲としての『おとぎ話』は本項で取り上げるもので全てであるが、2台ピアノのための作品（作品58）もおとぎ話と言い得るもので、さらにミハイル・レールモントフの詩『ルサルカ』を下敷きに書かれたピアノ協奏曲第3番（作品60）もまた、おとぎ話のひとつであるという議論があっても不思議ではない。さらに、ピアノソナタにもおとぎ話ソナタ（作品25-1）と呼ばれる作品がある。

## 楽曲構成

### 作品8
1904年作曲。作品8は2曲の組である。この2曲は共通のモットーが用いられており（譜例1；第1曲冒頭）、曲の冒頭と最後にそれぞれ奏される。続けて演奏される際には大きな効果を発揮するが、作曲者自身はさして重要なことではないと語ったとされる。
譜例1
第1曲はアンダンティーノ、ハ短調。全体を邪悪な雰囲気が支配しており、その中で含みのある楽想と抒情的な楽想が交代して進む。第2曲はアレグロ、ハ短調。ソナタ形式で書かれており、第1曲より大幅に複雑な楽曲となっている。ピアニストのヘイミッシュ・ミルンはこの曲をメトネルの傑作に位置付けている。シンコペーションを伴う第1主題と物悲しい第2主題により構成され、クライマックスではpregando（信心深く）、minaccioso（脅迫的に）、soffocando（息詰まるように）、haotico（無秩序に）という見慣れない発想標語が次々と繰り出される。荒れ狂うコーダの後に、譜例1のモットーを奏して閉じられる。この作品は当時25歳のメトネルにとって最も「現代的」な楽曲であり、若きプロコフィエフも高く称賛したという。

### 作品9
3曲が含まれる。第1曲のアレグロ・インクイエートの背景となる題材は明らかにされていない。不安げな楽想にスタッカートの走句が挿入される。第2曲はアレグロ・アラ・セレナータはロシア訛りのスペイン語といった趣で、落ち着きなく歌が紡がれていく。
第3曲、アレグレット・ヴィーヴォ・オドローゾは、ゲーテの『Gleich und Gleich』という詩文に霊感を得て書かれた作品であると作曲者が認めている。詩は - 野に咲く一輪の花のもとへミツバチが現れて食事をする、花とハチは互いのために生まれてきたに違いない - といった抒情的な内容を歌っている。この詩へメトネルが書いた音楽は譜例2のように開始する。複雑なクロスリズムを用いているが、曲は自然で流れるような響きを奏でる。
譜例2

### 作品14
2曲が含まれる。第2番の方が先に書かれたことがわかっており、アンダンティーノ・コン・モートの第1番は後に1907年5月にドイツで完成された。ヘ短調の第1曲には『オフィーリアの歌』という題を持ち、シェイクスピアの『ハムレット』に登場するオフィーリアのイメージが歌われる。しかし曲はドリア旋法で古風な印象を与え、悲劇の登場人物というより古い伝承の中の普通の少女といった趣となっている。三部形式で構成され、中間部ではハ短調となる。もとはヴァイオリンのための楽曲として構想された作品であったが、一貫して3声、または4声で進行することからは弦楽四重奏とする計画があったことが示唆される。
第2曲はアレグロ・マルチアーレで「パラディンの行進」という表題を持つ。リズミカルに対位法的な手法を披露し、主題の重ね合わせやカノン風の掛け合いが展開される。

### 作品20
1909年に作曲された2曲からなる。全ての『おとぎ話』の中でもとりわけ有名な作品で、メトネル自身も頻繁に自ら取り上げていた。第1曲はアレグロ・コン・エスプレッシオーネ、変ロ短調。彼は弟子のエドナ・アイルズに対して、この曲は「熱烈に哀願するかのうように、衝動的に急いですぐに開始」するようにと指導していたという。三部形式で構成され、中間部も楽曲冒頭主題から派生した主題によって展開される。曲の最後はピアノの鍵盤の端に位置する変ロ音を鳴らして締めくくられる。
第2曲には「鐘」（Campanella）という表題が付されており、これは「鐘自身による歌もしくは話なのであって、鐘に関するものではない」と説明されている。自筆譜の最後には「芸術の鐘」と書き込まれている。三部形式で書かれ、調性の配置にはソナタ形式を意識した部分もみられる。速度のMinacciosoとは「脅迫的な」といった意味で、さらに譜例にあるように詳述されたテンポの指示について「[この速度で]演奏するのが退屈だと思う者は、本作を捨て置いたほうがよい」とメトネルは自叙伝に記している。半音の進行をする3音に続き、低音で進行する下降音型のオスティナートのパターンが繰り返されていく（譜例3）。ボリス・ベレゾフスキーはこれをロック・ミュージックにおけるリフになぞらえた。
譜例3

### 作品26
4曲が含まれる。作品26では明るい雰囲気が前面に出ている。第1曲はアレグレット・フレスカメンテ、変ホ長調。フレスカメンテ（frescamente）とは「爽やかに」といった意味である。左手の三連符のアルペッジョが作る流れの上に、クロス・リズムの要領で旋律が歌われる。中間部では三連符、16分音符の音型、シンコペーションが組み合わされることによって、拍節感から解放されたかのような効果が得られている。
第2曲はモルト・ヴィヴァーチェ、変ホ長調で、冒頭から16分音符の音型が走り回る。もうひとつの主題は2:1のリズムで同音を連打するもので、左右の手が音型を模倣しながら進められる。活力と愉快さが漲る楽曲となっている。
第3曲のナッランテ・ア・ピアチェーレは、途中に主題の展開を挟む二部形式。開始部分の譜例4において、1小節目からのフレーズと4小節目からのフレーズは同じ音型をそのまま使って作られている。即興的な印象を与える主題でありながらも、さらに譜例4の反行形などを用いつつ巧妙に形作られていく。曲は徐々に速度を上げてワルツに至り、譜例4の第2フレーズの縮小形に始まるコーダで締めくくられる。
譜例4
第4曲はソステヌートで開始する。神妙に開始するも、ポコ・スケルツァンドのパッセージが挿入される。中間部では流麗な旋律が声部を変えながら奏されていき、やがて冒頭主題が回帰する。最後は中間部の主題を織り交ぜつつ加速して結ばれる。

### 作品31
作品31は『3つの小品』であり、その第3曲が「おとぎ話」となっている。アレグレット・カプリチョーソ、コン・モルト・テレネッツァと表示され、気だるげな楽想とアジタートの熱っぽい楽想が交代する。柔和な印象の中間部が置かれた後に冒頭の主題が回帰すると、プレスト・アディラートで激した様子で終わりを迎える。

### 1915年
『おとぎ話』の中でこの曲は唯一作品番号を持っておらず、出版年である「1915年」と呼ばれる。なぜ作品番号を与えないのかと聞かれたメトネルは、「それは重要なことではない」と応じたとされる。曲は16分音符ひとつ分だけずらして、左右の手が同じニ短調の主題を奏する開始をみせる。中ほどでは重音が主体の主題がヘ長調で現れる。クライマックスで冒頭の主題が回帰し、コーダを経て閉じられる。

### 作品34
4曲で構成される。ミルンは作品34がメトネルの音楽語法を示す好例であるだけでなく、物語性の表出によって特に称賛されるべきであると述べる。この曲集は1917年2月21日にモスクワの科学技術博物館でメトネル自身によって初演され、1919年に出版された。第1曲には「魔法のヴァイオリン」という表題が付されており、明示されていないもののニコライ・グミリョフの寓話が背景にあると思われる。不思議なヴァイオリンを扱った話には他にもグリム兄弟の『いばらの中のユダヤ人』やベラルーシ民話もあり、いずれも楽器の音色が周囲のものを躍らせるという筋書きに共通点がある。物語の開始を告げるユニゾンの主題により開始する。25小節目からは雰囲気を大きく変え、ロンド形式での進行が開始する。その後、両手ともにスタッカートを伴う楽想へと進んでいき、冒頭主題を交えながら激しく展開される。
第2曲にはフョードル・チュッチェフの『平和』という詩文から「我々が自らの物だと言えば、それは永久に我々の手から離れてしまう」という一節が引用されている。この詩の中でチュッチェフは生死を水の流れに例えており、メトネルの楽曲では左手の動きがその情景を表現している（譜例5）。曲は簡素な三部形式で構成され、左手は一貫して急速な動きを奏し続ける。メトネルはこの曲の旋律と伴奏の弾き分けに注意を促している。
譜例5
第3曲には題辞として「森の精」（ただし、親切で悲し気な）と書かれている。メトネルはこう説明したとされる。「彼は気まぐれな魔術師で、数々の魔術を繰り出し、どんなおかしな生き物も呪文で呼び出し、指からは七色のアラベスクが飛び出す。彼はしかめっ面の魔術師ではあるが（中略）決して邪悪ではない。」曲を支配する軽いスタッカートが人懐こい「森の精」を描き出していく。低音部には曲を通して『ディエス・イレ』が忍ばされており、「森の精」に対する恐れの感情が仄めかされている。曲の最後には、通常のピアノの最低音にあたるイ音が鳴らされる。
第4曲にはプーシキンの『貧しい騎士』から「かつて貧しい騎士が暮らしていた」という一節が引用されている。この詩はフョードル・ドストエフスキーに小説『白痴』の着想を与えたとして、しばしば引き合いに出される作品である。詩の内容は、パレスチナのイスラム教徒との闘いにより騎士が死の境をさまよう中、その魂を悪魔が地獄へ引き入れようとするが聖母マリアが彼を天国へ招き入れるよう神に懇願した、というものである。曲は2つの大きな部分に分割でき、3つの主題から構成されている。第1の主題はニ短調で瀕死の騎士を表し、主題2は主題1に由来するもので、3つ目の主題はピエトーソ（慈悲深く）と指示されて聖母マリアを暗示する。コーダはニ長調に転じ、天から降り注ぐかのように32分音符が鳴り響くと、最後には左手のアルペッジョが高音へと昇っていき、騎士が天に召されたことを表す。物憂げな情景が突如輝かしく晴れ渡る転換について、メトネルはベートーヴェンのピアノソナタ第7番に霊感を受けたと明かしている。

### 作品35
4曲で構成される。第1曲では金管合奏のような響きの導入に続き、賛歌風の旋律が奏でられる。中間部は半音階的で動きのある楽想によっている。ハ長調のコラール風の旋律が、ときに3オクターヴを超える左手の跳躍を伴って回帰し、最後に冒頭部を回想して閉じられる。
第2曲は離れた位置からスタッカートが近づいてくるような楽想で開始する（譜例6）。第1の部分の後半楽節が終了すると、鋭い32分音符のユニゾンを特徴とする中間部に入る。第1部で現れたフレーズを取り入れながら進み、ダ・カーポで第1部の後半部へと戻っていく。
譜例6
第3曲はカンタービレ・ナランテで、ユニゾンの導入で始まる。厳格な旋法に依拠し、メトネルらしい曲想が繰り広げられる。中間部では一定のリズムを刻む伴奏を得て、柔和な旋律が奏でられていく。リズムに変化を加えた主題の回帰を果たし、高音部でのトレモロを経て終了する。
第4曲にはシェイクスピアの『リア王』からの1節、「吹け、風よ、汝の頬を砕け」が題辞に掲げられている。本作には全『おとぎ話』の中でも特に明瞭なソナタ形式の使用が認められる。曲は譜例7のように劇的に開始し、曲中吹き荒れ続ける三連符の上にリア王の哀切な訴えが示される。第2主題はそれまでとの強い対比を持たせず、ブレスを置いてイ短調に転調して示される。展開部を経た後、譜例7が拡大形で回帰して主題の再現へと至る。再現部は経過部分が省略され、コーダでは第1主題などを対位法的に扱って曲を終わりに導く。
譜例7

### 作品42
3曲で構成される。第1曲には「ロシアの話」という題が付けられている。1921年に作曲されており、メトネルがロシアで書いた最後の『おとぎ話』となった。アンダンテ・ソステヌートにより落ち着いた開始をみせるが、やがて右手が執拗に刻むリズムに乗って活気のある楽想が現れる。冒頭主題が再び現れ、続いてはやはり特徴的なリズムによる推進力のある進行となる。冒頭主題の回帰となり、最後は中途に挿入された2つのリズム要素が回想されて終わりを迎える。
第2曲以降はメトネルが滞在したフランスで作曲されている。第2曲はフリギア旋法と銘打たれており、左手が奏でるアルペッジョの伴奏の上に落ち着いた旋律が歌われる。やがて右手には速い動きが入ってくるようになり、16分音符のパッセージワークが繰り広げられる。冒頭主題の再現後に再び速い動きがもたらされ、そのまま最後まで維持される。
第3曲のモデラート・ナッランテについて、ミルンは前2曲の性格を合わせたようであると評している。曲は2つの主要主題を持ち、最初の主題はチェロの独奏のようにと指定されている（譜例8）。スケルツァンドに続いてアジタート（コン・モート）となって活力を増すが、譜例8が戻ってくる。再び動きをみせるようになり、変ホ長調、3/8拍子へ転じた先で新しい主題が登場する。譜例8の再現となり、最後は速度と音量を上げて一気に終結する。
譜例8

### 作品48
2曲が含まれる。第1曲は『踊りのおとぎ話』と題されている。メトネルは1920年代終盤から1930年代にしばしばリサイタルの締めくくりに本作を持ってきており、お気に入りの楽曲だったのだろうと推測される。曲は譜例9で勢いよく開始し、続いてプレストとなって空虚五度を繰り返す伴奏に乗った2つ目の主題が出される。次に同音の連打による主題が現れ、その後速度を冒頭の2/3に落として重苦しい進行に取って代わる。ここで不気味に奏されるのは2つ目の主題である。やがて元の速度へ復帰し、2番目の主題、そして譜例9を再現するとオクターヴのグリッサンドを経て華々しく結ばれる。モスクワには、メトネルの兄のアレクサンドルがオーケストレーションを施した楽譜が保管されている。
譜例9
第2曲は「妖精たちのおとぎ話」と題されている。冒頭からコン・モート・フレッシービレ（動きをもって、滑らかに）と指示された主題が弾き進められる。この主題の一部を取り出した音型が繰り返し強調された後、カンタービレの主題が現れる。クライマックスでは音量を増して低音側へなだれ込むが、落ち着きを取り戻して終わりを迎える。

### 作品51
6曲が含まれる。1928年に作曲された。メトネルはノルマンディーの海岸に面したヴィレル＝シュル＝メールで、妻、兄エミーリイ、ラフマニノフ、ほか旧知の友人らと幸福に過ごしていた頃である。メトネルはこの6曲を高く買っており、評価が得られないことに気落ちしていると記している。また、ラフマニノフも私的な集まりで本作を聴き、喜びの声をあげたという。一方、フランスでの生活は困窮の度を増し、メトネルの気分は徐々に塞いでいた。この作品はいずれもロシアのおとぎ話の登場人物である「シンデレラと馬鹿のイワンへ」と捧げられた。
第1曲は演奏に5分半を要し、作品51の中で最も複雑な楽曲である。序奏、ABCA、コーダという構成となっている。急速な序奏に続いて最初の主題が現れる（譜例10）。B部分では類似の音型をシンコペーションさせながら繰り返し、Cではここでしか登場しない三連符が用いられる。
譜例10
第2曲は序奏及びコーダを持つ三部形式で構成されながら、曲を通じて一貫した主題の発展が行われていく。ドリア旋法を用いて複雑な和声や半音階が排され、物語風の印象を与える作りとなっている。中間部では民俗舞踊風の旋律が現れ、その後半で奏される主題はメトネルのヴァイオリンソナタ第3番の第4楽章に現れるほか、チャイコフスキーのオペラ『オプリーチニク』で引用される民謡『我らのワインセラー』にも類似している。最後は静まってピアニッシッシモで閉じられる。
第3曲はソナタ形式に共通する特徴を有しているが、一方でソナタへの分類を否定する要素も併せ持つ。『おとぎ話』の中でも取り上げられることの多い楽曲である。まず先行するのがイ長調の歌謡的な主題であり（譜例11）、この主題から派生する形でその他の主題が生成される。展開はカデンツァに近づく力を得て、その後に譜例11が伴奏音型を変えて再現される。結びのコデッタで第1主題前半が回想されることにより、曲に統一感を与えられている。
譜例11
第4曲は第3曲よりも明確にソナタ形式を採用している。嬰ヘ短調の第1主題は10回連続でイ音を奏して開始するもので、声部を行き来しながら紡がれていく。第2主題はそれよりは音の振れ幅が大きくなっている。展開の後に淡々と主題を再現し、右手が10小節以上保持したニ音を残して終了する。
第5曲も嬰ヘ短調で、風が吹きすさぶかのように三連符で埋め尽くされている。2つの主題があり展開の後にそれぞれ再現されるが、主調への回帰の感覚は弱く曖昧さを残して終わりへ向かう。三連符は最後まで風を吹かせ続けている。
第6曲が『イワンの馬鹿』と結び付けられるのは疑いの余地がなく、メトネル自身も兄のアレクサンドルに本作を指して『イワンの馬鹿』と言及しているほか、メトネルの演奏プログラムにも『愚か者の踊り』との題で掲載されていた。「音楽によるオノマトペ」と評されることもある、二音を繰り返す導入に開始する（譜例12）。このリズムは前年に書かれたピアノ協奏曲第2番第1楽章第2主題に通じるところがあり、特有のリズムを生み出している。形式的には序奏ABABコーダと分類可能で、Bは譜例1のリズムパターンを維持する主題と、ドルチェ・グラツィオーソの優雅さのある付点のリズムによる主題で構成される。
譜例12

### 作品54
作品54『若者のためのロマンティックなスケッチ』は、インフレーションの中で作品53の2つのピアノソナタを出版することに躊躇したドイツの出版社の依頼に応えて書かれた、全8曲の小品集である。そのうち、偶数番目の4曲が『おとぎ話』となっている。易しい曲でなくてはならないという制約の中でも、メトネルは各曲に個性を与えることに成功している。「小鳥の話」と題された第2曲は譜例13のように開始し、32分音符の急速な装飾を伴う主題が続く。中央では左手が緩やかな主題を奏し、続いて既出の主題がそれぞれ奏される。
譜例13
第4曲は「スケルツォ」である。運動的な主題が声部を交代しながら奏され、対位法的な技術も披露される。中途のカンタービレの主題は左手のみが受け持つ。各主題がそれぞれ今一度現れ、終わりとなる。
第6曲は「手回しオルガン弾き」と題される。回転をイメージしたかのような音型に続き、緩やかな主題が紡がれていく。中間部でポコ・ピウ・トランクィロとなって新しい主題を示した後に元の主題が回帰し、2ページの長さを持つコーダが後続する。
第8曲は「物乞い」である。ミルンはこの作品と、これと対になる前奏曲「賛歌」は「大人向けの『おとぎ話』」に比肩し得る内容を持つと評する。ここでは物を請う人へ向けられる憐憫と軽蔑の情が示される。悲し気な旋律で開始するが、やがて速度を上げて勢いのある楽想へ移り変わる。再び冒頭主題から速度を上げるという推移があり、最後はヴィーヴォへ加速しつつ音量を落として閉じられる。

## 楽曲一覧
作品8 （1904年）
1. Andantino、ハ短調
2. Allegro、ハ短調
作品9 （1904年-1905年）
1. Allegro inquieto、ヘ短調
2. Allegro alla serenata, con alcuna licenza、ハ長調
3. Allegretto vivo, odoroso、ト長調
作品14 （1905年-1907年）
1. "Opheliens Gesang" Andantino con moto、ヘ短調
2. "Ritterzug" Allegro marciale、ホ短調
作品20 （1909年）
1. Allegro con espressione、変ロ長調
2. "Campanella" Pesante, minaccioso、ロ短調
作品26 （1910年-1912年）
1. Allegretto frescamente、変ホ長調
2. Molto vivace、変ホ長調
3. Narrante a piacere、ヘ短調
4. Sostenuto、嬰ヘ短調
作品31 （1914年頃）
3. Allegretto capriccioso, con molto tenerezza
作品番号なし（1915年）
Allegretto abbandonamente、ニ短調
作品34 （1916年）
1. "Die Zaubergeige" Tempo cangiando, abbandonamente、ロ短調
2. Allegro e leggiero、ホ短調
3. "Leschiy" Allegretto tenebroso、イ短調
4. Molto sostenuto e semplice、ニ短調
作品35 （1916年-1917年）
1. Andante maestoso、ハ長調
2. Capriccioso, con grazia、ト長調
3. Cantabile, narrante、イ短調
4. Allegro appassionato e tempestoso、嬰ハ短調
作品42 （1921年-1924年）
1. Allegro sostenuto、ヘ短調
2. Con moto disinvolto et grazioso、ハ短調
3. Moderato, narrante、嬰ト短調
作品48 （1925年）
1. "Tanzmärchen" Allegro risoluto、ハ長調
2. "Elfenmärchen" Con moto flessibile、ト短調
作品51 （1928年）
1. Allegro molto vivace … e sempre leggierissimo、ニ短調
2. Cantabile, tranquillo、イ短調
3. Allegretto tranquillo e grazioso、イ長調
4. Allegretto con moto flessibile、嬰ヘ短調
5. Presto、嬰ヘ短調
6. Allegro vivace sempre al rigore di tempo、ト長調
作品54 （1931年-1932年）
2. "Vögleins Märchen" Allegretto con moto capriccioso e sempre leggiero、ハ短調
4. Märchen (Scherzo) Allegro vivace、ホ短調
6. Märchen (Der Leierkastenmann) Allegro assai、ニ短調
8. Märchen (Der Bettler) Narrante、ホ短調